# John Hawkins
John Hawkins (také psáno Hawkyns) (1532, Plymouth – 12. listopadu 1595, poblíž Portorika) byl anglický námořník, admirál, korzár a obchodník s otroky.
Byl průkopníkem anglického zapojení do atlantického obchodu s otroky. Je považován za prvního anglického obchodníka, který profitoval z tzv. trojúhelníkového obchodu, když na konci 16. století prodával zotročené lidi z Afriky (Guineje) do španělských kolonií v Západní Indii. Jeho vyzvědačská dovednost pomohla odhalit Ridolfiho spiknutí z roku 1571, jehož cílem bylo sesadit protestantskou královnu Alžbětu I. a dosadit místo ní katoličku Marii Stuartovnu. Jeho konflikt se španělským loďstvem byl jednou z hlavních příčin anglo-španělské války, jež začala roku 1585. V roce 1588 se jako viceadmirál podílel na vítězství nad španělskou Armadou, za což byl povýšen do rytířského stavu. Ve funkci hlavního pokladníka se stal hlavním architektem alžbětinského námořnictva, které stálo na počátku velmocenského postavení Anglie. Přepracoval námořnictvo tak, aby lodě byly rychlejší, obratnější a měly větší palebnou sílu. Hawkinsův syn, Richard Hawkins, byl zajat Španěly. V reakci na to spolu se svým bratrancem Francisem Drakem shromáždil flotilu lodí k útoku na Španěly v Západní Indii. Během této vojenské výpravy však na moři zemřel, a to patrně na úplavici. Stalo se tak nedaleko Portorika.